# Яхуза, Абубакари
Абубакари Яхуза (англ. Abubakari Yahuza; род. 8 августа 1983, Секонди-Такоради) — ганский футболист, полузащитник. Участник летних Олимпийских игр 2004 года.

## Биография
Абубакари Яхуза родился 8 августа 1983 года.

### Клубная карьера
Начал профессиональную карьеру в 2004 году в клубе чемпионата Ганы — «Кинг Фейсал Бэйбс». В составе команды становился бронзовым призёром чемпионата Ганы. В 2005 году стал игроком израильского «Хапоэля» из города Кфар-Сава. В составе команды провёл 80 матчей и забил 3 гола. Затем, в сезоне 2008/09 играл за «Хапоэль» из города Кирьят-Шмона, где сыграл 6 игр в чемпионате Израиля. Завершил карьеру футболиста в 2011 году в ганской команде «Нью-Эдубиас Юнайтед».

### Карьера в сборной
В октябре 2003 года принял участие во Всеафриканских играх в Нигерии, где Гана завоевала бронзовые награды турнира.
В августе 2004 году главный тренер олимпийской сборной Ганы Марьяну Баррету вызвал Абубакари на летние Олимпийские игры в Афинах. В команде он получил 7 номер. В своей группе ганцы заняли третье место, уступив Парагваю и Италии, обогнав при этом Японию. Яхуза в итоге на турнире так и не сыграл.
В составе национальной сборной Ганы выступал с 2004 года по 2005 год, проведя всего 5 игр.

## Достижения
- Бронзовый призёр чемпионата Ганы: 2005/06